# Paul Ambrossi
Vicente Paúl Ambrossi Zambrano (* 14. Oktober 1980 in Guaranda) ist ein ehemaliger ecuadorianischer Fußballspieler.
Ambrossi ist italienischer Abstammung und spielte seit seinem 17. Lebensjahr für den ecuadorianischen Spitzenclub LDU Quito. Nachdem er einige Zeit bis zu seinem Durchbruch brauchte, ist er seit 2002 unverzichtbarer Stammspieler bei seinem Verein und hatte neben zwei Meisterschaften mit LDU auch viele erfolgreiche internationale Einsätze. Pluspunkt ist neben seiner Zuverlässigkeit seine große Flexibilität: Ambrossi ist vom Abwehrspieler bis zum linken Außenstürmer einsetzbar, im ersten Meisterjahr 2003 brachte er es auf zehn Saisontore. In der Saison 2008 gewann er mit seiner Mannschaft die Copa Libertadores. Im August 2009 unterzeichnete er einen Vertrag bei Rosario Central in Argentinien, kehrte jedoch bereits im Folgejahr zu seinem Stammverein zurück. Er spielte drei weitere Jahre für LDU Quito, wo seine Einsätze weniger wurden. Anfang 2013 wechselte er zu Club Cerro Porteño nach Paraguay, kam dort jedoch nur einmal zum Einsatz. Er kehrte nach einem halben Jahr zu LDU Quito zurück. Im Jahr 2014 beendete er seine Laufbahn.
In der ecuadorianischen Nationalmannschaft war er dagegen vorzugsweise als Abwehrspieler im Einsatz. Dort dauerte es bis 2004, bis er in der Qualifikation zur Fußball-Weltmeisterschaft 2006 zum Stammspieler wurde und von da an in allen verbleibenden 13 Qualifikationsspielen dabei war. Entsprechend wurde er auch in das WM-Aufgebot Ecuadors aufgenommen. 

## Titel / Erfolge
- Copa Libertadores 2008 (LDU Quito)
- Recopa Sudamericana 2009 (LDU Quito)
- Ecuadorianischer Meister: 2003, 2005 – Apertura, 2007 (LDU Quito)